# リソースメーター
リソースメーターとは、Windows 9x系に付属している、システムリソースの残量を確認するためのアプリケーションである。
リソースメーターは以下の情報を百分率で表示する。
- システムリソース（User、GDIリソースのうち少ない方を指す）
- Userリソース
- GDIリソース

起動しているときはタスクトレイにビーカーのようなアイコンが表示され、システムリソースの残量をビーカーに入った水のように表している。
通常は緑色だが、システムリソースの残りが少なくなると黄色になる。極端に少なくなると赤色になり、警告が表示される。